# A Dream Away
A Dream Away (с англ. — «Прочь от Мечты») — песня американской рок-группы The Cars, шестой трек с альбома Shake It Up.

## О песне
Песня была написана и спета вокалистом, ритм-гитаристом и автором песен Риком Окасеком. Продюсером выступил Рой Томас Бейкер. Длинной в 5 минут и 44 секунды, это самая длинная песня на альбоме Shake It Up и одна из самых длинных у группы.
«A Dream Away» получила смешанные отзывы критиков. Тим Сендра из AllMusic в отрицательном обзоре сказал: "A Dream Away" звучит как демо (наполовину) приготовленное на сверх-дешёвом оборудовании.
Впервые песня была записана под названием «Take It On the Run» и длилась 6 минут 19 секунд. Это демо появилось в качестве бонус-трека переиздания Shake It Up в 2018 году.

## Живые выступления
«A Dream Away» исполнялась вживую во время тура Shake It Up Tour, а также во время Heartbeat City Tour.

## Участники записи
- Рик Окасек — ритм-гитара, вокал
- Эллиот Истон — соло-гитара, бэк-вокал
- Бенджамин Орр — бас-гитара, бэк-вокал
- Дэвид Робинсон — ударные, перкуссия
- Грег Хоукс — клавишные, бэк-вокал